# 날레라크

날레라크(그린란드어: Naleraq)는 그린란드의 중도주의, 포퓰리즘, 독립주의 정당이다. 정당 이름은 그린란드어로 "방향의 관점"을 뜻한다. 2014년에 그린란드의 총리를 역임했던 한스 에녹센이 전진에서 탈당한 이후에 창당했다. 2014년에 실시된 그린란드 총선거에서 그린란드 의회 31석 가운데 3석을 차지한 이래 그린란드 의회의 원내정당 지위를 차지하고 있다.